# Rafflesia lobata
Rafflesia lobata je druh tropické parazitické rostliny z čeledi rafléziovitých (Rafflesiaceae). Tato parazitická rostlina s ohromným květem dosahuje délky až 70 cm. Její květ má načervenalou barvu a na něm bílé puntíky. Jeho vnitřek je žlutý, některé části jsou i černé. Je endemitem filipínského ostrova Panaj, vyskytuje se v horských pralesích provincií Antique a Iloilo.